# Regula Waldner
Regula Waldner (* 1966; heimatberechtigt in Safenwil, Basel und Ziefen) ist eine Schweizer Politikerin (Grüne).

## Leben
Regula Waldner ist promovierte Geografin und Erwachsenenbildnerin. Sie arbeitet als Projektleiterin in den Bereichen Landwirtschaft und Naturschutz, Siedlung und Landschaft sowie Umweltbildung und Kommunikation bei oekoskop AG in Basel. Regula Waldner ist zudem Mitinhaberin von Culterra Tours Jura, einer Anbieterin von regionalen Erlebnisreisen. Sie ist Mutter von vier Töchtern und lebt in Wenslingen.

## Politik
Nach dem Nachrücken von Florence Brenzikofer in den Nationalrat konnte Regula Waldner in den Landrat des Kantons Basel-Landschaft nachrücken. Sie ist seit 2020 Mitglied und seit 2022 Vizepräsidentin der Geschäftsprüfungskommission.
Regula Waldner ist Präsidentin der Grünen Region Gelterkinden. Sie ist seit 2005 Mitglied der kantonalen Natur- und Landschaftsschutzkommission, der sie als Präsidentin vorsteht.